# Karl Hoppe
Karl Hoppe (Diekholzen, 5 de enero de 1923 - Diekholzen, 3 de agosto de 1987) fue un piloto alemán de motociclismo, que participó en el Campeonato del Mundo de Motociclismo desde 1958 hasta 1971.

## Biografía
Hoppe actuó como piloto privado en el Campeonato Alemán de Motociclismo en la década de 1950. Paralelamente, formó parte de un comité de empresa en Blaupunkt y Bosch , y también se ofreció como voluntario para su comunidad en Diekholzen, donde fue concejal y alcalde. De hecho, se le llamó el "alcalde más rápido de Alemania". Desde 1958, participó en algunas carreras del Mundial. Su mejor temporada fue en 1969 cuando acabó segundo en la carrera del Gran Premio de Alemania de 1969 de 500cc en el circuito de Hockenheim detrás del italiano Giacomo Agostini.

## Resultados en el Campeonato del Mundo
Sistema de puntuación desde 1950 hasta 1968:
| Posición | 1.º | 2.º | 3.º | 4.º | 5.º | 6.º |
| Puntos   | 8   | 6   | 4   | 3   | 2   | 1   |

Sistema de puntuación desde 1969 hasta 1987:
| Posición | 1.º | 2.º | 3.º | 4.º | 5.º | 6.º | 7.º | 8.º | 9.º | 10.º |
| Puntos   | 15  | 12  | 10  | 8   | 6   | 5   | 4   | 3   | 2   | 1    |

### Carreras por año
(Carreras en negrita indica pole position; Carreras en cursiva indica vuelta rápida)
| Año  | Clase | Moto      | 1       | 2       | 3      | 4       | 5       | 6       | 7       | 8     | 9     | 10      | 11      | 12    | 13    | Pts. | Pos. |
| ---- | ----- | --------- | ------- | ------- | ------ | ------- | ------- | ------- | ------- | ----- | ----- | ------- | ------- | ----- | ----- | ---- | ---- |
| 1958 | 350cc | AJS       | IOM -   | NED -   | BEL -  | GER 10  | SWE -   | ULS -   | NAT -   |       |       |         |         |       |       | 0    | -    |
| 1959 | 350cc | AJS       | FRA -   | IOM -   | GER 10 |         |         | SWE -   | ULS -   | NAT - |       |         |         |       |       | 0    | -    |
| 1960 | 350cc | AJS       | FRA -   | IOM -   | NED 11 |         |         | ULS -   | NAT -   |       |       |         |         |       |       | 0    | -    |
| 1961 | 350cc | AJS       |         | GER 7   |        | IOM -   | NED 7   |         | RDA -   | ULS - | NAT - | SWE -   |         |       |       | 0    | -    |
| 1961 | 500cc | Norton    |         | GER Ret | FRA -  | IOM -   | NED 7   | BEL 11  | RDA -   | ULS - | NAT 7 | SWE -   | ARG -   |       |       | 0    | -    |
| 1962 | 350cc | AJS       |         |         | IOM -  | NED 10  |         |         | ULS -   | RDA - | NAT - | FIN -   |         |       |       | 0    | -    |
| 1962 | 500cc | Norton    |         |         | IOM -  | NED Ret | BEL -   |         | ULS -   | RDA - | NAT - | FIN -   | ARG -   |       |       | 0    | -    |
| 1963 | 350cc | AJS       |         | GER -   | IOM -  |         | NED 7   |         | ULS -   | RDA - | NAT - | FIN -   |         | JPN - |       | 0    | -    |
| 1964 | 350cc | AJS       |         |         |        | IOM -   | NED 14  |         | GER 8   | RDA - | ULS - | FIN -   | NAT -   | JPN - |       | 0    | -    |
| 1965 | 500cc | Matchless | USA -   | GER -   |        |         | IOM -   | NED 8   | BEL -   | RDA - | CZE - | ULS -   | FIN -   | NAT - | JPN - | 0    | -    |
| 1966 | 350cc | AJS       |         | GER 14  | FRA -  | NED -   |         | RDA -   | CZE -   | FIN - | ULS - | IOM -   | NAT -   | JPN - |       | 0    | -    |
| 1966 | 500cc | Matchless |         | GER Ret |        | NED 13  | BEL -   | RDA -   | CZE DNQ | FIN - | ULS - | IOM -   | NAT Ret |       |       | 3    | 15.º |
| 1967 | 350cc | Aermacchi |         | GER -   |        | IOM -   | NED 10  |         | RDA 7   | CZE - |       | ULS -   | NAT 10  |       | JPN - | 0    | -    |
| 1967 | 500cc | Matchless |         | GER Ret |        | IOM -   | NED Ret | BEL Ret | RDA Ret | CZE - | FIN - | ULS -   | NAT 10  | CAN - |       | 0    | -    |
| 1968 | 350cc | Aermacchi | GER 13  |         | IOM -  | NED 8   |         | RDA 7   | CZE 5   |       | ULS - | NAT Ret |         |       |       | 2    | 16.º |
| 1968 | 500cc | Matchless | GER -   | ESP -   | IOM -  | NED 13  | BEL -   | RDA -   | CZE -   | FIN - | ULS - | NAT -   |         |       |       | 0    | –    |
| 1969 | 350cc | Yamaha    | ESP -   | GER Ret |        | IOM -   | NED 4   |         | RDA -   | CZE - | FIN - | ULS -   | NAT -   | YUG - |       | 8    | 21.º |
| 1969 | 500cc | Matchless | ESP -   | GER 2   | FRA -  | IOM -   | NED Ret | BEL -   | RDA -   | CZE - | FIN - | ULS -   | NAT -   | YUG - |       | 12   | 19.º |
| 1970 | 350cc | Yamaha    | GER 4   |         | YUG -  | IOM -   | NED 7   |         | RFA 7   | CZE - | FIN - | ULS -   | NAT -   | ESP - |       | 16   | 13.º |
| 1970 | 500cc | URS Fath  | GER 4   | FRA 16  | YUG -  | IOM -   | NED Ret | BEL -   | RFA -   | CZE - | FIN - | ULS -   | NAT -   | ESP - |       | 8    | 22.º |
| 1971 | 500cc | König     | AUT Ret | ALE -   | IDM -  | NED Ret | BEL -   | RDA Ret |         | SUE - | FIN - | NAC -   | ESP -   |       |       | 0    | -    |